# ロベルト・バウアー
ロベルト・バウアー（Robert Bauer、1995年4月9日 - ）は、ドイツ・バーデン＝ヴュルテンベルク州プフォルツハイム出身のプロサッカー選手。ネフチ・バクー所属。ポジションは、ディフェンダー。

## クラブ経歴
2014年、カールスルーエSCからFCインゴルシュタット04に移籍。10月のフォルトゥナ・デュッセルドルフ戦でトップチームデビュー。2015年11月のSVダルムシュタット98戦で初ゴールを挙げた。
2016年8月、ヴェルダー・ブレーメンに移籍。
2018年7月、1.FCニュルンベルクへ2019年6月まで期限付き移籍（買取オプション付き）。
2019年8月20日、FCアルセナル・トゥーラに移籍。
2021年9月6日、シント＝トロイデンVVに移籍。
2023年5月25日、アル・タエーFCに1年契約で移籍。
2024年7月22日、ネフチ・バクーに移籍。

## 代表歴
バウアーはドイツとカザフスタンそれぞれの代表に選出される権利を持っていた。2015年1月、ドイツ代表に選ばれるためにカザフスタン代表の招集を断ったことを自ら明かした。翌月、2015 FIFA U-20ワールドカップに出場するドイツ代表のメンバー入りが発表された。
リオオリンピック代表メンバーに選出され、銀メダルを獲得した。